# Neufmoutiers-en-Brie
Neufmoutiers-en-Brie ist eine französische Gemeinde mit 1.277 Einwohnern (Stand: 1. Januar 2022) im Département Seine-et-Marne in der Region Île-de-France. Sie gehört zum Arrondissement Provins und zum Kanton Fontenay-Trésigny (bis 2015: Kanton Rozay-en-Brie). Die Einwohner werden Neufmonastériens genannt.

## Geographie
Neufmoutiers-en-Brie liegt etwa 37 Kilometer ostsüdöstlich von Paris. Umgeben wird Neufmoutiers-en-Brie von den Nachbargemeinden Villeneuve-le-Comte im Norden, Mortcerf im Osten und Nordosten, La Houssaye-en-Brie im Osten und Südosten, Les Chapelles-Bourbon im Süden, Tournan-en-Brie im Südwesten, Favières im Westen sowie Villeneuve-Saint-Denis im Nordwesten.

## Bevölkerungsentwicklung
| Jahr                      | 1962 | 1968 | 1975 | 1982 | 1990 | 1999 | 2006 | 2013 |
| ------------------------- | ---- | ---- | ---- | ---- | ---- | ---- | ---- | ---- |
| Einwohner                 | 524  | 555  | 584  | 771  | 745  | 854  | 977  | 921  |
| Quelle: Cassini und INSEE |      |      |      |      |      |      |      |      |

## Sehenswürdigkeiten
siehe: Liste der Monuments historiques in Neufmoutiers-en-Brie
- Kirche Saint-Leu-et-Saint-Gilles aus dem 13. Jahrhundert, rekonstruiert 1749 und restauriert 1879
- Schloss Le Chemin aus dem 19. Jahrhundert

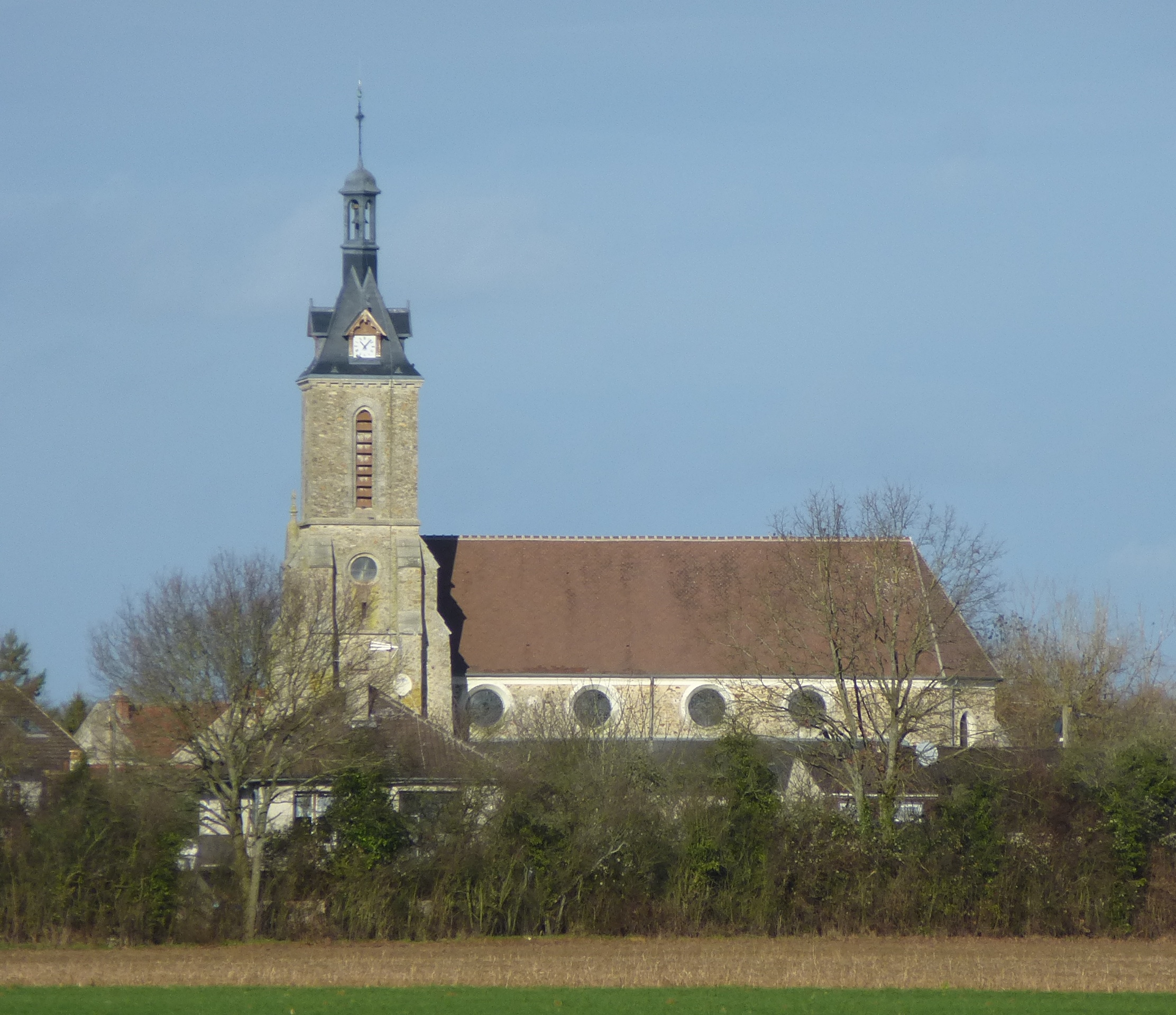
Kirche Saint-Leu-et-Saint-Gilles
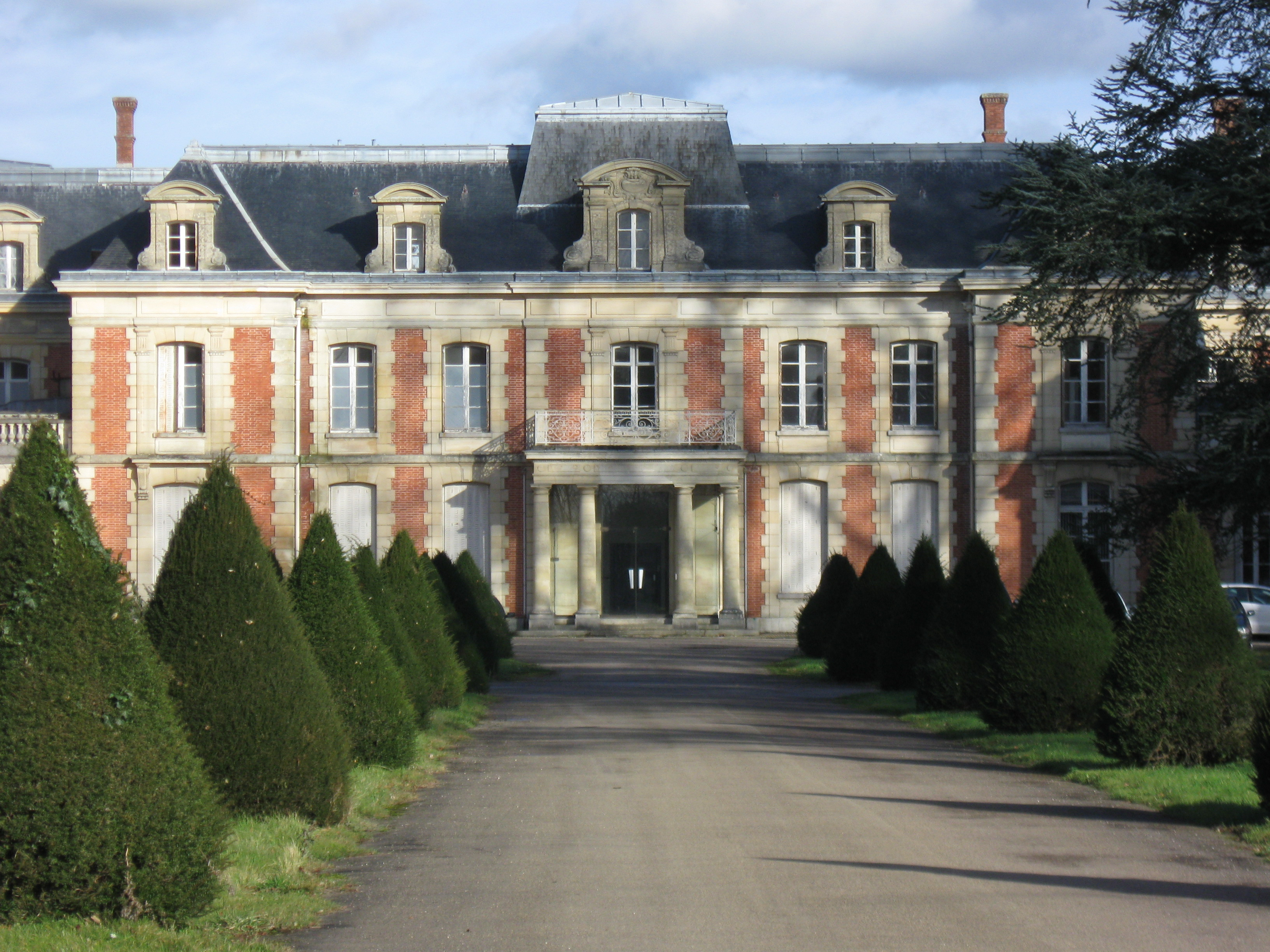
Schloss Le Chemin